# Pozezdrze (gmina)
Pozezdrze est une gmina rurale du powiat de Węgorzewo, Varmie-Mazurie, dans le nord de la Pologne. Son siège est le village de Pozezdrze, qui se situe environ 11 km au sud-est de Węgorzewo et 98 km au nord-est de la capitale régionale Olsztyn.
La gmina couvre une superficie de 177,3 km2 pour une population de 3 498 habitants.

## Géographie
La gmina inclut les villages de Dziaduszyn, Gębałka, Harsz, Jakunówko, Kolonia Pozezdrze, Krzywińskie, Kuty, Nowy Harsz, Okowizna, Pieczarki, Piłaki Wielkie, Pozezdrze, Przerwanki, Przytuły, Radziszewo, Sapieniec, Stręgielek et Wyłudy.
La gmina borde les gminy de Banie Mazurskie, Budry, Giżycko, Kruklanki et Węgorzewo.